# Weinmannia stenostachya
Weinmannia stenostachya là một loài thực vật có hoa trong họ Cunoniaceae. Loài này được Baker mô tả khoa học đầu tiên năm 1895.